# غادولينيت
الغادولينيت (Gadolinite، ويعرف أحياناً باسم إتربيت Ytterbite) هو معدن من معادن السيليكات، والذي يتألّف من سيليكات عناصر السيريوم واللانثانوم والنيوديميوم والإتريوم والبيريليوم والحديد، وله الصيغة Ce,La,Nd,Y)2FeBe2Si2O10). ينسب هذا المعدن إمّا إلى السيريوم أو الإتريوم، وذلك حسب النسبة الأوفر من العنصر الموافق. يمكن أن توجد في هذا المعدن آثار من الثوريوم.

## الخصائص
يعدّ الغادولينيت من المعادن النادرة، وغالباً ما يوجد على بلّورات جيّدة التشكّل. لونه يقارب اللون الأسود، وله بريق زجاجي. تتراوح صلادة المعدن حسب مقياس موس بين 6.5 و 7، أمّا الكثافة النوعيّة فهي بين 4.0 و 4.7، ويتصدّع وفق النموذج المحاري، في حين أن خدشه له لون أخضر-رمادي.
يميل هذا المعدن إلى التوهّج عند درجات حرارة منخفضة نسبياً (pyrognomic).

## التشكل والوفرة
يتشكّل الغادولينيت نتيجة حدوث تحوّل تماسي في عروق السينيت-البيغماتيت بين البازلت والمونزونيت أو في غرانيت البيغماتيت القلوي.
يوجد هذا المعدن في السويد والنروج والولايات المتحدة الأمريكية وذلك في ولايتي تكساس وكولورادو. كما يوجد في أستراليا والصين وفنلندا وفرنسا وإيطاليا واليابان وكندا وباكستان وبولونيا وروسيا وكل من جنوب أفريقيا وكوريا الجنوبية.

## الاكتشاف والتسمية
سمّي هذا المعدن على شرف عالم المعادن يوهان غادولين، والذي كان أوّل من عزل أكسيد العنصر الأرضي النادر الإتريوم من المعدن سنة 1792.